# 390P/Gibbs
390P/Gibbs (désignations provisoires P/2006 W1 et P/2019 U1) est une comète à courte période du système solaire, plus précisément une comète de la famille de Jupiter.

## Trajectoire
Sa trajectoire a une inclinaison de 18,5 degrés et une excentricité de 0,71. Son périhélie se trouve à 1,7 unité astronomique du Soleil, un peu au-delà de l'aphélie de Mars, dans la partie la plus interne de la ceinture principale d'astéroïdes. La comète y est passée le 29 mars 2006, y passera le 22 mars 2020 et il est prévu qu'elle y repasse le 29 mars 2034. Sa période orbitale est de 14 ans, ce qui correspond à un demi-grand axe de 5,8 unités astronomiques, un peu au-delà de l'orbite de Jupiter. Son aphélie est donc à 9,9 unités astronomiques, un peu au-delà de Saturne. La comète croise donc l'orbite de Jupiter et celle de Saturne.

### Passage de 2006 et découverte
Au 15 avril 2006, ses paramètres orbitaux étaient les suivants : un demi-grand axe de 5,792 unités astronomiques, une excentricité de 0,706, une inclinaison de 19,01 degrés, un argument du périhélie de 230,58 degrés et un argument du nœud ascendant de 154,05 degrés. Sa période orbitale était alors de 13,9 ans.
La comète est passée au périhélie, à 1,701 unité astronomique du Soleil, le 29 mars 2006. Elle a été découverte par Alex R. Gibbs, du Catalina Sky Survey, le 16 novembre 2006.

### Passage de 2020
Au 12 mars 2020, ses paramètres orbitaux seront les suivants : un demi-grand axe de 5,797 unités astronomiques, une excentricité de 0,707, une inclinaison de 18,56 degrés, un argument du périhélie de 232,34 degrés et un argument du nœud ascendant de 152,28 degrés. Sa période orbitale sera alors de 14,0 ans.
La comète est réobservée le 21 octobre 2019 et rapportée comme possible comète par Alan Fitzsimmons au nom du relevé ATLAS (T05). La comète est alors identifiée, indépendamment, par le Centre des planètes mineures et par Hirohisa Sato (it) comme une retrouvaille de P/2006 W1 (Gibbs). La comète reçoit à cette occasion la désignation P/2019 U1. La comète reçoit ensuite sa désignation permanente, 390P/Gibbs, le 8 novembre 2019 dans la Minor Planet Circular 117234.
La comète passera au périhélie le 22 mars 2020, à 1,700 unité astronomique.

### Passage de 2034
Au 19 mars 2034, ses paramètres orbitaux seront les suivants : un demi-grand axe de 5,864 unités astronomiques, une excentricité de 0,706, une inclinaison de 18,49 degrés, un argument du périhélie de 232,38 degrés et un argument du nœud ascendant de 151,88 degrés. Sa période orbitale sera alors de 14,2 ans.
Il est prévu que la comète repasse  au périhélie le 29 mars 2034, à 1,721 unité astronomique du Soleil.